# Dança esportiva nos Jogos da Ásia Oriental de 2009
As competições de dança esportiva nos Jogos da Ásia Oriental de 2009 aconteceram em 6 de dezembro. Doze eventos foram disputados.

## Calendário
| Dezembro        | 2 | 3 | 4 | 5 | 6  | 7 | 8 | 9 | 10 | 11 | 12 | 13 | Finais |
| --------------- | - | - | - | - | -- | - | - | - | -- | -- | -- | -- | ------ |
| Dança esportiva |   |   |   |   | 12 |   |   |   |    |    |    |    | 12     |

## Quadro de medalhas
| Ordem | País          | Medalha de ouro | Medalha de prata | Medalha de bronze |    |
| ----- | ------------- | --------------- | ---------------- | ----------------- | -- |
| 1     | China         | 6               | 2                |                   | 8  |
| 2     | Japão         | 5               | 4                | 3                 | 12 |
| 3     | Coreia do Sul | 1               | 5                | 5                 | 11 |
| 4     | Taipé Chinesa |                 | 1                | 1                 | 2  |
| 5     | Hong Kong     |                 |                  | 3                 | 3  |
| TOTAL | TOTAL         | 12              | 12               | 12                | 36 |

## Medalhistas
| Evento                               | Ouro                                    | Prata                                         | Bronze                                          |
| Clássico - Valsa (detalhes)          | Shen Hong Liang Yujie CHN China         | Nukina Tsuyoshi Shibahara Mariko JPN Japão    | Kang Daesung Jang Hanah KOR Coreia do Sul       |
| Clássico - Tango (detalhes)          | Shen Hong Liang Yujie CHN China         | Yoshikawa Ryo Ishii Ema JPN Japão             | Kang Daesung Jang Hanah KOR Coreia do Sul       |
| Clássico - Valsa vienense (detalhes) | Lee Sangmin Kim Hyein KOR Coreia do Sul | Lu Jie Peng Ding CHN China                    | Nukina Tsuyoshi Shibahara Mariko JPN Japão      |
| Clássico - Foxtrot (detalhes)        | Lu Jie Peng Ding CHN China              | Nam Sangwung Song Yina KOR Coreia do Sul      | Yoshikawa Ryo Ishii Ema JPN Japão               |
| Clássico - Quickstep (detalhes)      | Ishihara Masayuki Kubo Ayami JPN Japão  | Lee Sangmin Kim Hyein KOR Coreia do Sul       | Chao Chun-Lun Kao Chia-Lin TPE Taipé Chinês     |
| Latino - Samba (detalhes)            | Fan Wenbo Chen Shiyao CHN China         | Jung Jaeho Yoon Soyeon KOR Coreia do Sul      | Suzuki Yuki Suzuki Kana JPN Japão               |
| Latino - Chachachá (detalhes)        | Suzuki Yuki Suzuki Kana JPN Japão       | Jung Jaeho Yoon Soyeon KOR Coreia do Sul      | Chan Hing Wai Tin Lai Ki HKG Hong Kong          |
| Latino - Rumba (detalhes)            | Fan Wenbo Chen Shiyao CHN China         | Masatani Tsuneki Saito Megumi JPN Japão       | Kim Sungmin Kim Misun KOR Coreia do Sul         |
| Latino - Pasodoble (detalhes)        | Shi Lei Zhang Baiyu CHN China           | Masatani Tsuneki Saito Megumi JPN Japão       | Kim Sungmin Kim Misun KOR Coreia do Sul         |
| Latino - Jive (detalhes)             | Kubota Yumiya Kubota Rara JPN Japão     | Shi Lei Zhang Baiyu CHN China                 | Ng Sum Chun Lam Wai Yi HKG Hong Kong            |
| Clássico - Geral (detalhes)          | Ishihara Masayuki Kubo Ayami JPN Japão  | Nam Sangwung Song Yina KOR Coreia do Sul      | Yek Tak Chung Kwong Sin Lee Carol HKG Hong Kong |
| Latino - Geral (detalhes)            | Kubota Yumiya Kubota Rara JPN Japão     | Peng Yeng-Ming Chi Hsin- Chi TPE Taipé Chinês | Jung Kwangho Yeo Songhee KOR Coreia do Sul      |